# Quentin Durward
Quentin Durward è un romanzo storico di Walter Scott, pubblicato per la prima volta (in tre volumi) nel 1823.
Basato su fatti storici realmente avvenuti, l'assedio di Liegi e l'assassinio del vescovo Luigi di Borbone (avvenuto nel 1482 ma anticipato di qualche anno per esigenze narrative), il romanzo, che vede come protagonista la figura inventata dell'arciere scozzese Quentin Durward, secondo l'autore doveva rappresentare la lotta tra il sistema del feudalesimo, ormai declinante, e il sorgere delle moderne monarchie nazionali, simboleggiate dal re di Francia Luigi XI.

## Trama

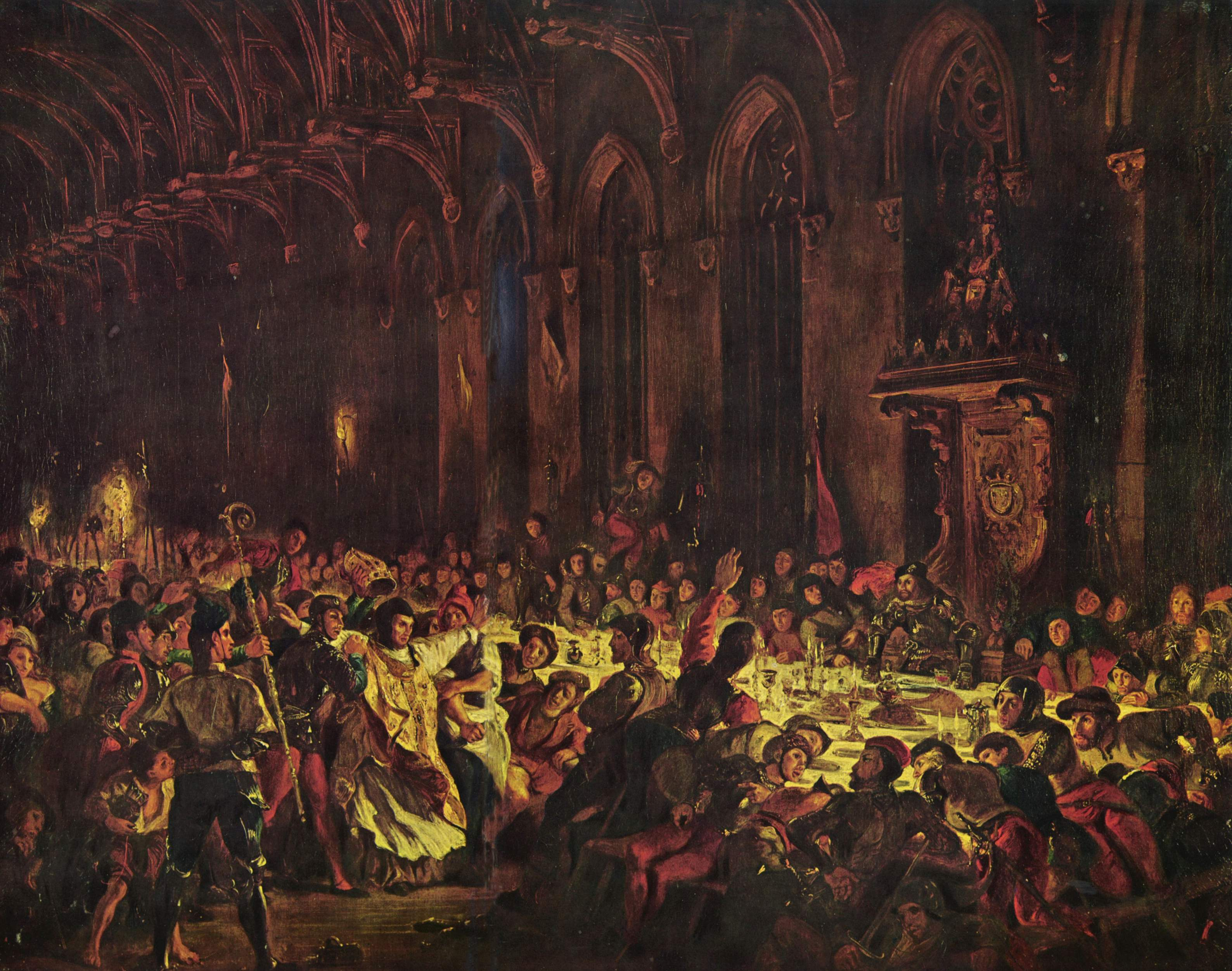
L'assassinio del vescovo di Liegi, dipinto di Eugène Delacroix.

Al centro del romanzo vi è la rivalità fra Luigi XI e Carlo il Temerario, duca di Borgogna, in lotta per il possesso della ricca città di Liegi. Luigi incita gli abitanti a ribellarsi contro il vescovo, Luigi di Borbone, alleato e cugino di Carlo. Guidati dall'alleato di re Luigi, Guillaume de La Marck, soprannominato "il Cinghiale delle Ardenne", la folla attacca il castello dell'arcivescovo, che viene assassinato da La Marck.
Per sviare da sé i sospetti e far mostra di buona fede, al momento dell'omicidio Luigi XI si trova con Carlo a Péronne. Appresa la morte del cugino, tuttavia, Carlo lo accusa di esserne il mandante e lo fa imprigionare. Il re però riesce a discolparsi dalle accuse e viene liberato.
Al suo servizio si trova un giovane mercenario e arciere scozzese, Quentin Durward, fuggito dalla sua patria dopo che la sua famiglia era stata massacrata da un clan rivale. Nel frattempo, la contessa Isabelle de Croye, promessa in sposa da Carlo al suo vassallo Campo Basso, fugge e cerca rifugio presso Luigi; costui progetta a sua volta di darla in moglie a La Marck e, col pretesto di farla mettere sotto la protezione del principe arcivescovo, la fa condurre a Liegi, scortata dal fedele Durward, col segreto proposito che, lungo la strada, essi siano attaccati dagli uomini di La Marck: Quentin Durward però si innamora della donna e manda a monte il piano. A Péronne, dopo che Carlo ha senza successo offerto la mano di Isabelle al duca di Orléans, erede al trono di Francia, egli la promette a colui che gli porterà la testa di La Marck: Quentin Durward, aiutato dallo zio Ludovic Lesley, riesce nell'impresa e può così sposare Isabelle.